# Тамауліпаський матораль
Тамауліпаський  матораль (ідентифікатор WWF: NA0311) — неарктичний екорегіон пустель і склерофітних чагарників, розташований на північному сході Мексики.

## Географія
Екорегіон тамауліпаського маторалю охоплює долини та плато, що лежать у східних передгір'ях Східної Сьєрра-Мадре в штатах Нуево-Леон і Тамауліпас на північному сході Мексики. Також він включає схили гір Сьєрра-де-Пікачос, Сьєрра-де-Лампасос, Сьєрра-де-Сан-Карлос та Сьєрра-де-Тамауліпас, що лежать між горами Східної Сьєрра-Мадре на заході та Примексиканською низовиною на сході. З геологічної точки зору в регіоні переважають осадові породи морського походження, які сформували складчасті гори Східної Сьєрра-Мадре. Середня висота регіону становить 430 м над рівнем моря.
В горах Східної Сьєрра-Мадре на заході екорегіон переходить у сосново-дубові ліси Східної Сьєрра-Мадре, а на рівнинах на сході — у чагарники тамауліпаського мескіталю. На північний схід від регіону простягається пустеля Чіуауа, а на південний захід — екорегіон вологих лісів Веракрусу.

## Клімат
В межах екорегіону домінує напівпустельний клімат (BSh за класифікацією кліматів Кеппена). Середньорічна кількість опадів в регіоні становить менше 1000 мм, більшість з яких випадають влітку.

## Флора
Рослинний покрив екорегіону представлений напівпустельними чагарниками маторалю, основу яких складають здерев'янілі кущі та невисокі дерева, а також різноманітні кактуси та інші сукуленти. Серед рослин, що домінують у маторалі, слід відзначити китицецвітий мескіт (Neltuma juliflora), гладенький мескіт (Prosopis laevigata), ниткувату юку (Yucca filifera), пустельну різдвяну чоллу (Cylindropuntia leptocaulis), техаську опунцію (Opuntia lindheimeri), маммілярію Гейдера (Mammillaria heyderi), колючоплідну мімозу (Mimosa aculeaticarpa), тепегуахе (Leucaena pulverulenta), техаську шавлію (Leucophyllum frutescens), блакитну чагарничкову шавлію (Salvia ballotiflora) та дводомну ятрофу (Jatropha dioica).
На неглибоких ґрунтах біля підніжжя Східної Сьєрра-Мадре, на висоті до 2000 м над рівнем моря, у районах, де середньорічна кількість опадів становить від 450 до 900 мм, поширені передгірські чагарники. Їх основу складають відносно невисокі чагарники заввишки 3-5 м, зокрема дрібнолисті баретти (Helietta parvifolia), стрілолисті неопрінглеї (Neopringlea integrifolia) та різні види акацій (Acacia spp). На висоті понад 1700 м над рівнем моря на схилах Сьєрра-Мадре та сусідніх гірських масивів поширені чагарники гірського чапаралю. Тут переважають різні види дубів (Quercus spp.), а також техаські суничники (Arbutus xalapensis), юки (Yucca spp.), хвостоплідники (Cercocarpus spp.) та баугінії (Bauhiniaspp.)
Екорегіон тамауліпаського маторалю характеризується високим біорізноманіттям, особливо серед кактусів та інших сукулентів. Регіон є центром різноманіття та видоутворення для представників родини Глухокропивові (Lamiaceae). Також тут зустрічається багато ендемічних та майже ендемічних агав, зокрема агави королеви Вікторії (Agave victoriae-reginae).

## Фауна
Серед поширених в екорегіоні ссавців слід відзначити білохвостого оленя (Odocoileus virginianus), ошийникового пекарі (Dicotyles tajacu), великовухого зайця (Lepus californicus), пустельного кролика (Sylvilagus audubonii), флоридського кролика (Sylvilagus floridanus), мексиканського ховраха (Ictidomys mexicanus), південного кактусового хом'яка (Neotoma micropus), торбомишу Мерріама (Perognathus merriami) та дев'ятипоясного броненосця (Dasypus novemcinctus). Серед хижаків, що зустрічаються в регіоні, слід відзначити північноамериканську пуму (Puma concolor couguar), руду рись (Lynx rufus), койота (Canis latrans), сіру лисицю (Urocyon cinereoargenteus), північноамериканську котофредку (Bassariscus astutus) та звичайного ракуна (Procyon lotor). Майже ендемічними представниками регіону є вивірки Аллена (Sciurus alleni), а також дуже рідкісні мексиканські лучні собачки (Cynomys mexicanus), які перебувають під загрозою зникнення. Популяції мексиканських лучних собачок наразі займають лише 4 % від їх колишнього ареалу, який за останні десятиліття значно скоротився внаслідок розширення сільськогосподарських угідь та отруєння хімікатами.
Серед поширених в екорегіоні птахів слід відзначити великого індика (Meleagris gallopavo), строкатобоку перепелицю (Callipepla squamata), білокрилу зенаїду (Zenaida asiatica), аргентинську каракару (Caracara plancus), білохвостого шуліку (Elanus leucurus), американського боривітра (Falco sparverius), американського сича (Athene cunicularia), північну сплюшку (Megascops asio), каліфорнійську таязуру-подорожника (Geococcyx californianus), широкохвостого колібрі-крихітку (Selasphorus platycercus), юкатанську амазилію (Amazilia yucatanensis), мексиканського крука (Corvus cryptoleucus), жовточереву паю (Cyanocorax luxuosus), буру паю (Psilorhinus morio), американського сорокопуда (Lanius ludovicianus), бурого тремблера (Toxostoma curvirostre), маскового трупіала (Icterus cucullatus), східного шпаркоса (Sturnella magna), великого бекарда (Pachyramphus aglaiae), північного жовтогорлика (Geothlypis trichas), оливкову риджвею (Arremonops rufivirgatus) та лускаря (Cyanocompsa parellina). Майже ендемічними представниками екорегіону є східні дрімлюги (Antrostomus salvini), мексиканські ворони (Corvus imparatus), чорночубі синиці (Baeolophus atricristatus), руді тремблери (Toxostoma longirostre), кактусові жовтогорлики (Geothlypis nelsoni), мексиканські жовтогорлики (Geothlypis flavovelata) та мексиканські кардинали (Rhodothraupis celaeno).

## Збереження
Територія екорегіону є доволі густонаселеною. Тут розташоване місто Монтеррей, столиця Нуево-Леона та третє за населенням місто Мексики, у агломерації якого проживають 5,3 мільйони людей. Більша частина чагарників екорегіону була перетворена на сільськогосподарські угіддя, і лише 9 % маторалю поза межами природоохоронних територій є відносно незайманими. Основними загрозами для збереження природи регіону є розширення сільськогосподарських угідь, надмірний випас худоби. Пожежі, які використовуються для очищення землі під пасовища, значно пошкоджують місцеву рослинність та часто неконтрольовано поширюються на великі території. Серед інших загроз слід відзначити видобування корисних копалин, розширення поселень, а також незаконний збір кактусів та інших пустельних рослин з метою продажу.
Оцінка 2017 року показала, що 241 км², або 1 % екорегіону, є заповідними територіями. Природоохоронні території включають: Національний парк Кумбрес-де-Монтеррей, Національну пам'ятку Серро-де-ла-Сілья, а також екологічні заповідники Серро-ель-Топо, Серро-ла-Мота, Паррас-де-ла-Фуенте, Серро-де-ла-Сілла, Сьєрра-ель-Фрайле-і-Сан-Мігель, Сьєрра-лас-Мітрас та Сьєрра-Пікачос.